# 三線鐵路
三線鐵路是四線鐵路的一種亞型，即指同一路段上有三條平行的軌道。一般來說，三線鐵路是指在原有的雙線鐵路側增加一條平行的軌道。這種方式又被稱為「複單線」。但請留意三線鐵路不是「第三軌供電」或「雙軌距鐵路」（三軌鐵路）。

## 複單線
「複單線」是指在原來的一組上、下行線路以外，還有一線專門讓某種列車通過的專用線。韓國的一個例子，就是在2009年7月尾通車的首爾地鐵9號線。
在香港的港鐵系統，亦有類似例子：
- 旺角東站雖然亦有三條線，但路線間並沒有明顯的分工；
- 大埔墟站和火炭站的中間軌道則主要供繁忙時間北行中途折返的班次使用，其中前者亦會在深夜時供北行列車停靠及上落乘客，以減低列車進出入月台時產生的嘈音；
- 彩虹站的中間線只供列車進出入車廠；
- 屯馬綫大欖隧道介乎於隧道入口至河背水塘路段，亦採用複單線設計，當中西側軌道只供列車返回車廠。

而在深圳地鐵系統中，大多數連接車輛段或停車場的車站，亦仿傚香港彩虹站設有回段用中間線。

## 三單線
如果三條路線都可以雙向行駛，就是叫三單線。
台鐵縱貫線（宜蘭線直通運轉）七堵下行第一進站號誌機─南港下行第一進站號誌機之間的路段就是一組三單線（八堵─七堵間為四單線，但距離很短）。
縱貫線台北─松山段，在2004年南隧道移交給台灣高鐵之前曾為四線鐵路，更早之前曾為三線鐵路。